# 오르치누오비
오르치누오비(이탈리아어: Orzinuovi)는 이탈리아 롬바르디아주 브레시아도의 도시이자 코무네이다.

## 역사
1193년 브레시아 자치구 법령에 따라 "오르치 노비"(Orci Novi)라는 이름의 경계 요새로 설립되었다. 이후 브레시아의 역사는 1466년부터 1797년 베네치아가 멸망할 때까지 베네치아의 지배권을 공유한 브레시아의 역사와 매우 유사하다. 1815년까지 나폴레옹의 이탈리아 영토에 속해 있었으며, 그 후 오스트리아 제국의 일부인 롬바르디아 베네치아 왕국의 일부가 되었다. 이는 제2차 이탈리아 독립 전쟁까지 이어졌다. 1860년부터 이탈리아/이탈리아 왕국의 일부가 되었다.
2010년대에 오르치누오비는 인접 지자체와 관련된 고형 독성 폐기물 처리의 불법 거래에 연루되었다.